# LynxOS
LynxOS RTOS는 Lynx Software Technologies(구 "LynuxWorks")가 제공하는 유닉스 계열 실시간 운영 체제이다. Lynx Operating System으로도 알려진 LynxOS는 완전한 POSIX 규격을 갖추고 있으며, 최근에는 리눅스 호환성도 갖추고 있다. LynxOS는 주로 실시간 임베디드 시스템, 항공전자공학, 항공우주, 군사, 산업 공정 제어 및 통신 분야에 사용된다. 따라서 널리 사용되는 TLS/SSL(전송 계층 보안) 라이브러리인 WolfSSL과 같은 군용 보안 프로토콜과 호환된다.

## 역사
LynxOS의 첫 번째 버전은 1986년 텍사스주 댈러스에서 미첼 버넬(Mitchell Bunnell)이 작성했으며 맞춤형 모토로라 68010 기반 컴퓨터를 대상으로 했다. LynxOS가 실행된 첫 번째 플랫폼은 통합 솔루션 UNIX 시스템에서 교차 개발이 수행된 아타리 1040ST였다. 1988~1989년에 LynxOS는 인텔 80386 아키텍처로 포팅되었다. 1989년경에 UNIX 시스템 V.3과의 ABI(응용 프로그램 이진 인터페이스) 호환성이 추가되었다. 리눅스를 포함한 다른 운영 체제와의 호환성도 뒤따랐다.
보호된 메모리의 안정성과 가상 주소의 성능 이점을 위해 1989년부터 전체 메모리 관리 장치 지원이 커널에 포함되었다. PowerPC 아키텍처도 지원되며, 2015년 2월 Lynx는 ARM Cortex A 제품군에 대한 지원 계획을 발표했다.
LynxOS 구성 요소는 절대 결정성(하드 실시간 성능)을 위해 설계되었다. 즉, 알려진 시간 내에 응답한다. 인터럽트 루틴을 매우 짧고 빠르게 할 수 있는 커널의 고유한 스레딩 모델 덕분에 입출력(I/O)이 많은 경우에도 예측 가능한 응답 시간이 보장된다.
Lynx는 LynxOS가 실시간 성능을 유지하기 위해 사용하는 기술에 대해 만료된 특허를 보유하고 있다. 미국 특허 5,469,571은 1995년 11월 21일 Lynx에 부여되었다: "다중 우선순위 경량 커널 작업 기반 인터럽트 처리를 사용하는 운영 체제 아키텍처".
2003년에 Lynx는 특히 DO-178B와 같은 산업 표준에 대한 인증이 필요한 항공 전자 응용 분야에 사용하기 위해 LynxOS-178이라는 특수 버전의 LynxOS를 출시했다.
2022년 후반에 프로그래밍 언어 러스트에 대한 지원이 LynxOS-178 및 LynxElement unikernel용 인증 도구 체인에 추가되었다.
유즈넷 뉴스그룹 comp.os.lynx는 LynxOS에 대한 토론을 전문적으로 다루고 있다.